# Paraulopus oblongus
Paraulopus oblongus är en fiskart som först beskrevs av Kamohara, 1953.  Paraulopus oblongus ingår i släktet Paraulopus och familjen Paraulopidae. Inga underarter finns listade i Catalogue of Life.